# Ciutat del Teatre
La Ciutat del Teatre de Barcelona és un ampli complex d'instal·lacions per a la formació i representació teatral que està situat al final del carrer de Lleida, just a la frontera entre el subarri de La França Xica (a la banda nord del Poble Sec) i el parc de Montjuïc.

## Història i descripció
Va ser construït entre el 1997 i el 2000 i Reuneix tres grans equipaments: el Teatre del Mercat de les Flors a la plaça de Margarida Xirgu; el Teatre Lliure a l'antic Palau de l'Agricultura, que acull dues sales: Sala Fabià Puigserver i l'Espai Lliure, així com l'Institut del Teatre, amb les aules, dues sales de representació, i el Centre de Documentació i Museu de les Arts Escèniques.
A prop s'hi troben el Barcelona Teatre Musical, situat en el recinte de l'antic Palau Municipal d'Esports de Barcelona i el Teatre Grec, que any rere any acull les representacions teatrals de la temporada d'estiu a l'aire lliure.

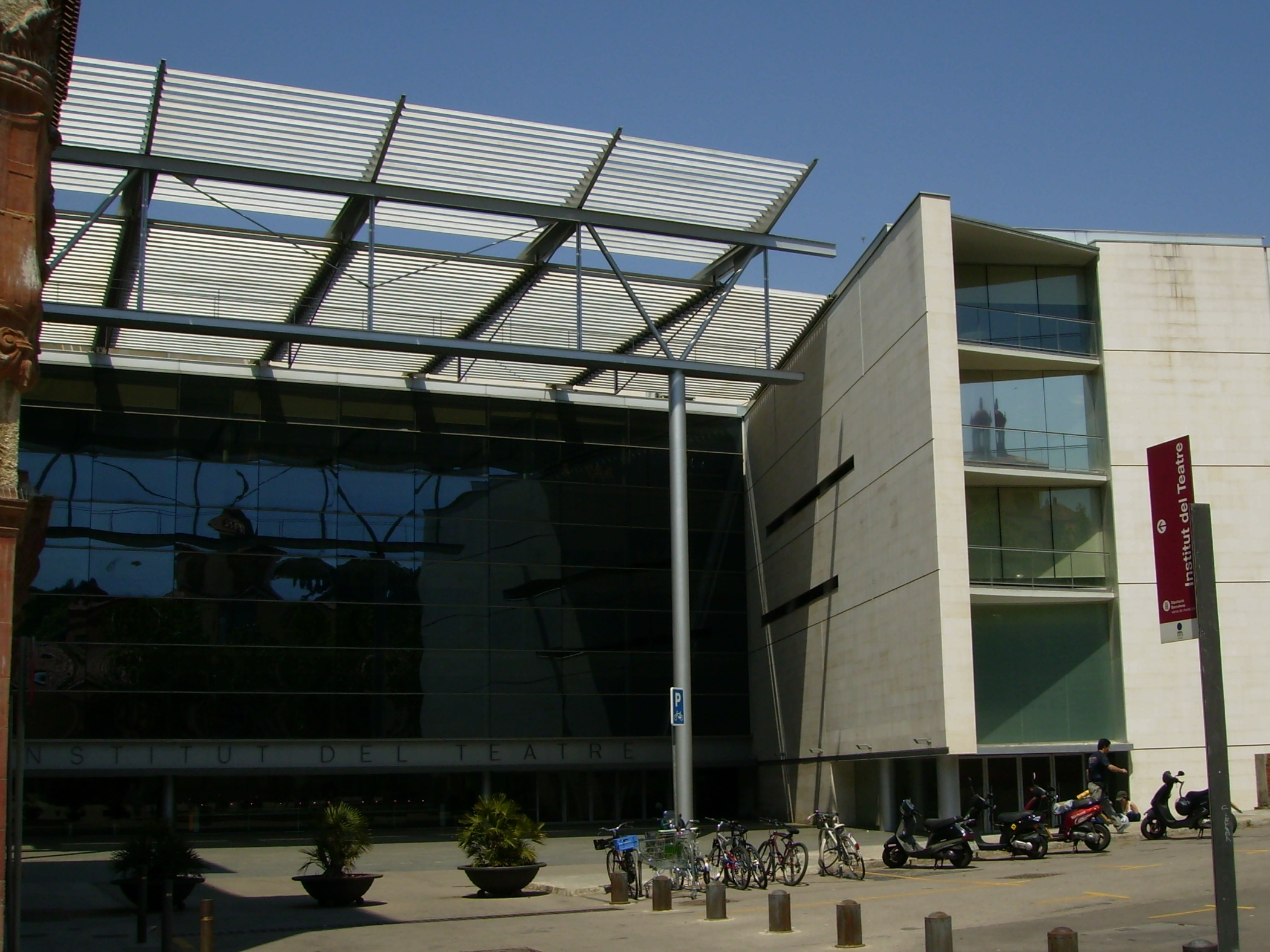
Institut del Teatre